# Cristian Zorzi
Cristian Zorzi (Cavalese, 14 augustus 1972) is een Italiaans langlaufer.

## Carrière
In 2001 won Zorzi de zilveren medaille op de estafette tijdens de wereldkampioenschappen.
Zorzi won tijdens zijn olympische debuut in 2002 de bronzen medaille op de sprint en de zilveren medaille op de estafette. Tijdens de spelen in eigen land in 2006 won Zorzi de gouden medaille in de estafette. In 2007 werd Zorzi samen met Renato Pasini wereldkampioen op de teamsprint.

## Resultaten

### Olympische Winterspelen
| Jaar | Plaats         | Resultaten                                      |
| ---- | -------------- | ----------------------------------------------- |
| 2002 | Salt Lake City | sprint vrij · 9e 50 km vrij · 4x10 km estafette |
| 2006 | Turijn         | 4e sprint vrij · 4x10 km estafette              |
| 2010 | Vancouver      | 8e teamsprint vrij 9e 15 km estafette           |

### Wereldkampioenschappen langlaufen
| Jaar | Plaats        | Resultaten                                      |
| ---- | ------------- | ----------------------------------------------- |
| 2001 | Lahti         | sprint vrij                                     |
| 2003 | Val di Fiemme | 8e sprint vrij 1e 4x10 km estafette             |
| 2005 | Oberstdorf    | 17e 15 km vrij 4e teamsprint vrij 4e estafette  |
| 2007 | Sapporo       | teamsprint vrij · 66e 15 km vrij · 9e estafette |
| 2009 | Liberec       | 23e sprint vrij 12e 50 km                       |